# Grzegorz Orłow
Grzegorz Orłow (ros. Григорий Андреевич Орлов, Grigorij Andriejewicz Orłow, ur. 8 lipca 1893, zm. 31 października 1964) – skrzypek, profesor śpiewu.
Pracował jako pedagog i profesor zwyczajny w Państwowej Wyższej Szkole Muzycznej w Łodzi i Państwowej Wyższej Szkole Muzycznej w Warszawie.
Był synem Andrieja i Olgi Orłow, mężem Anny z domu Młynarskiej – nauczycielki gry na fortepianie, z którą miał troje dzieci – Romana Orłowa i Andrzeja Orłowa oraz Marię Orłow. Był bratem Wsiewołoda Orłowa – artysty kabaretowego i Nikołaja Orłowa – pianisty, interpretatora Chopina. Jego żona była spokrewniona z muzykiem Emilem Młynarskim oraz z Wojciechem Młynarskim.
Został pochowany w części rzymskokatolickiej Starego Cmentarza w Łodzi.

## Odznaczenia
- Krzyż Oficerski Orderu Odrodzenia Polski[6][3]
- Medal 10-lecia Polski Ludowej,
- Honorowa Odznaka Miasta Łodzi[3].